# Sabine Spitz
Sabine Spitz (n. 27 decembrie 1971, Bad Säckingen, Republica Federală Germania, Germania) este o ciclistă germană, medaliată olimpică. A participat la 4 ediții ale Jocurilor Olimpice (2004, 2008, 2012, 2016) în care a câștigat o medalie de argint.